# Чон Хон Йон
Чон Хон Йон (29 травня 1994 , Інчхон ) — південнокорейська лучниця, олімпійська чемпіонка 2024 року.

## Виступи на Олімпіадах
| Олімпіада  | Дисципліна             | Місце |
| ---------- | ---------------------- | ----- |
| Париж 2024 | індивідуальна першість | 4     |
| Париж 2024 | командна першість      | 1     |

## Зовнішні посилання
- Чон Хон Йон на сайті World Archery (англійська)
- Чон Хон Йон на сайті Olympics.com (англійська)